# Cunnersdorf (Borsdorf)
Cunnersdorf ist ein Ortsteil der sächsischen Gemeinde Borsdorf im Landkreis Leipzig.

## Geografie

### Lage

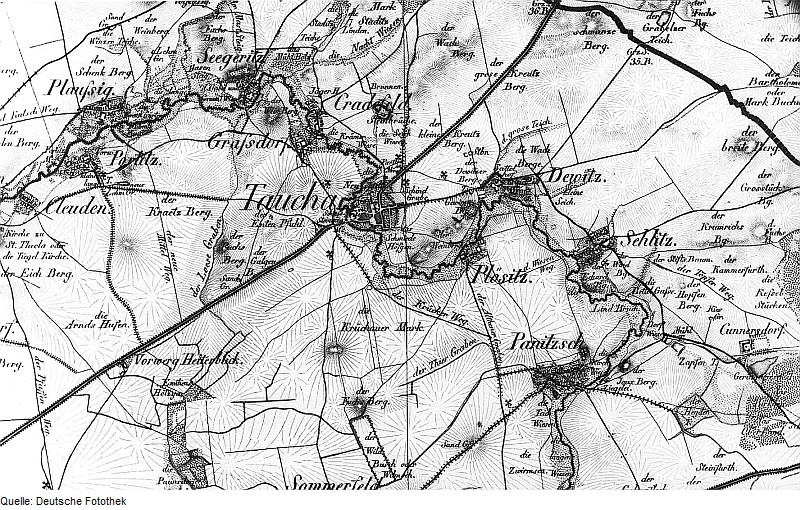
Cunnersdorf auf einer Karte von Hermann Oberreit (1836/39)

Cunnersdorf liegt etwa 2,5 Kilometer  nordöstlich von Borsdorf. Nordwestlich des Ortes verläuft die Parthe. Über Kreis- bzw. Gemeindestraßen ist der Ort an Panitzsch, Sehlis und Gerichshain angebunden. Etwa 500 Meter südlich der Ortslage besteht Anschluss an die dort verlaufende Bundesstraße 6 Leipzig–Wurzen.

### Nachbarorte
| Sehlis    |                                             |             |
| Panitzsch | Kompassrose, die auf Nachbargemeinden zeigt | Machern     |
| Borsdorf  |                                             | Gerichshain |

## Geschichte

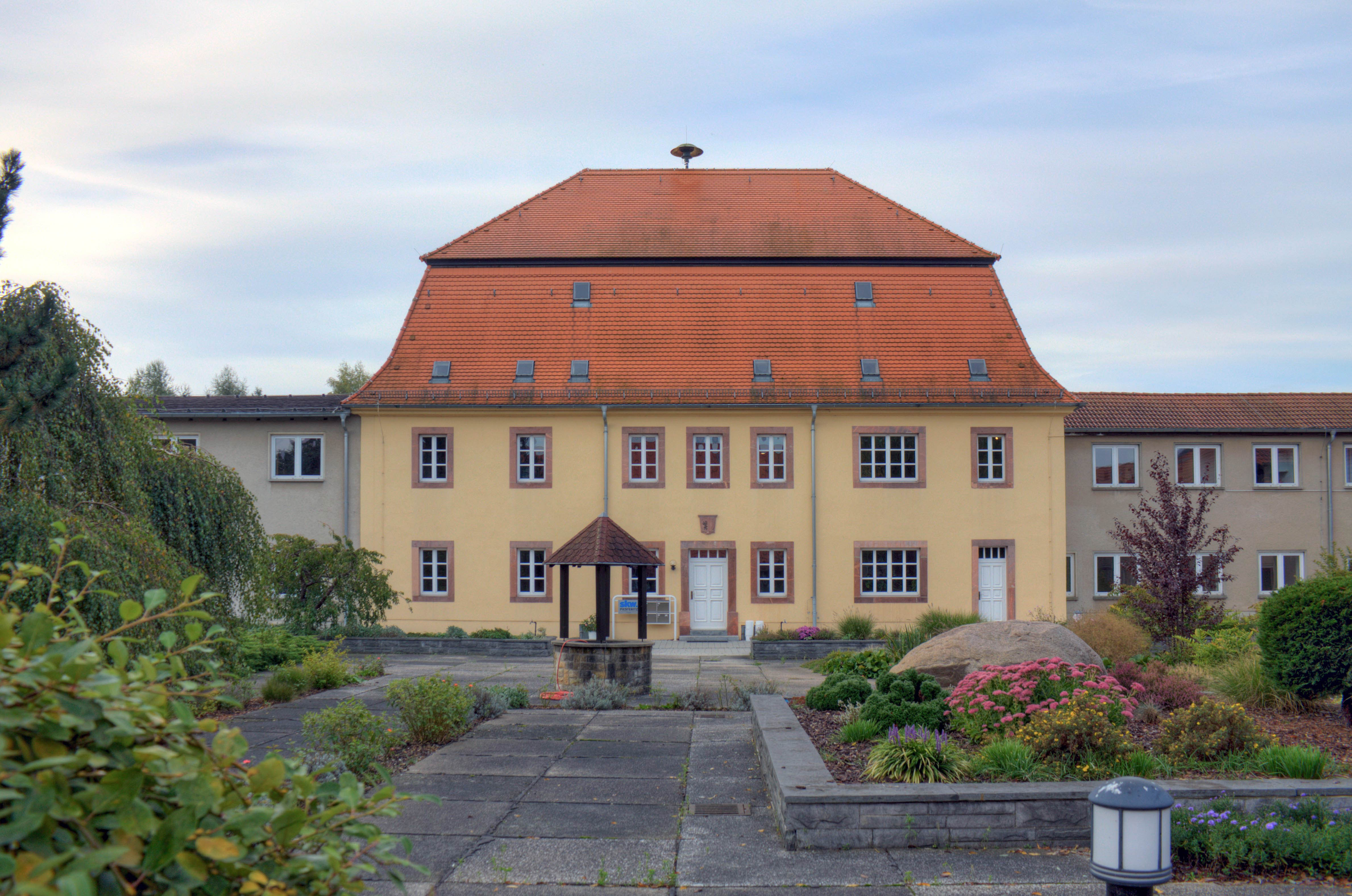
Herrenhaus Cunnersdorf

Cunnersdorf wird erstmals im Jahre 1350 als Wüstung Cunradisdorf und 1378 als Conratsdorf erwähnt. Der Ortsname bedeutet so viel wie „Dorf eines Konrad“. Der Personenname stammt aus dem Althochdeutschen kuoni (= kühn) sowie rät (= Rat oder Hilfe).
Cunnersdorf wird ursprünglich als Einzelgut, später als Großgut mit blockförmigen Gutschlägen und 1560 wie auch 1858 als Rittergut bezeichnet.
1516 verkaufte Herzog Georg die Wüstung Cunnersdorf an Rudolf von Brünau auf Brandis. 1562 errichtet dessen Nachfolger – Ehrenfried vom Ende auf Brandis – auf dieser Flur einen Wirtschaftshof, der sehr bald mit Rittergutsrecht ausgestattet wurde (Rittergutsrechte konnten nur Angehörige des Ritterstandes in Anspruch nehmen. Sie erhielten für die Rittergüter Steuer- und Abgabebegünstigungen). Die volle Gerichtsbarkeit des Nachbarortes Panitzsch unterstand im 16. Jahrhundert dem Grundherren von Cunnersdorf, von dem auch das Gemeindegericht eingesetzt wurde, welches 1597 aus dem Ortsrichter, der sowohl Vertreter des Grundherren als auch der Gemeinde war, dem Schöffenmeister sowie 5 Schöffen bestand. Das Gut war jedoch sehr bald stark verschuldet und konnte von seinem Besitzer nicht mehr gehalten werden. Daraufhin wurde es 1607 an den Leipziger Rat für 14.095 Meißner Gulden verkauft wurde, womit ebenso Panitzsch in den Besitz des Leipziger Rates übergeht.
1840 umfasste die Cunnersdorfer Flur 163 ha. 1840 sowie abermals 1930 wurde es nach Panitzsch gepfarrt. Zur Bewirtschaftung der Flächen erwies es sich als notwendig, im Jahre 1884 beim Rat der Stadt Leipzig einen Antrag zum Bau von Wohnungen zu stellen. 1885 wurde bei selbigem um pachtfreie Überlassung von Areal an die Firma Lomer & Kretzschmar zur Anlage einer Eisenbahn von der Sehliser Tongrube zur Borsdorfer Ziegelei ersucht. Cunnersdorf
lag bis 1856 im kursächsischen bzw. königlich-sächsischen Kreisamt Leipzig. Ab 1856 gehörte der Ort zum Gerichtsamt Taucha und ab 1875 zur Amtshauptmannschaft Leipzig.
1921 wurde Cunnersdorf nach Panitzsch eingemeindet. Zum 1. Januar 1999 wurden Panitzsch und Cunnersdorf Ortsteile der Gemeinde Borsdorf.

### Versuchsgut Cunnersdorf
Das ehemalige Rittergut Cunnersdorf unterlag im Laufe der Zeit verschiedenen Veränderungen. Zeitweilig war es Lehrgut der Universität Leipzig, nach 1945 wurde es das „VEG Cunnersdorf“.
Am 1. Mai 1966 entstand aus dem volkseigenen Gut die „Zentralstelle für Anwendungsforschung Cunnersdorf“. Hier befand sich die größte Forschungseinrichtung der DDR für die Entwicklung und Prüfung von Düngemitteln. Mit zuletzt etwa 400 Mitarbeitern wurden Dünger entwickelt, auf Versuchsfeldern erprobt sowie bis zu 800 Produktionsversuche pro Jahr durchgeführt. 1979 wurde es in das VEB Kombinat Agrochemie Piesteritz integriert.
Heute werden die Versuchsfeldanlagen von der „Landwirtschaftliche Anwendungsforschung Cunnersdorf“ der Stickstoffwerke Piesteritz GmbH betrieben. Auf ca. 170 ha Fläche werden die Produkte des Unternehmens getestet und Vergleichsstudien durchgeführt. Mindestens einmal jährlich finden die sogenannten Feldtage statt, zu denen Kunden und fachlich Interessierte eingeladen werden.

## Entwicklung der Einwohnerzahl
| Jahr | Einwohnerzahl          |
| ---- | ---------------------- |
| 1569 | 16 Hufen, 6 Dorfgärten |
| 1834 | 21                     |
| 1871 | 19                     |
| 2011 | 78                     |